# 2013 SY99
الكويكب 2013 SY99 ، المعروف أيضًا بالتسمية  uo3L91 طبقا "لمسح أوسوس "  OSSOS survey ، هو جرم  ما وراء نبتون ، تم اكتشافه في 29 سبتمبر 2013 بواسطة مسح أصول النظام الشمسي الخارجي باستخدام تلسكوب كندا-فرنسا-هاواي في مرصد ماونا كيا . يدور هذا الكويكب حول الشمس على مسافة تتراوح بين 50 و 1,300 AU (7.5 و 190 بليون كـم) ، وله فترة مدارية مركزية تبلغ حوالي 20000 سنة.     إنه يمتلك رابع أكبر محور شبه رئيسي لمدار يكون الحضيض فيه أبعد من 38 وحدة فلكية.   يتمتع 2013 SY99 بواحدة من أعلى الحضيضات الشمسية لأي جسم عبر نبتوني متطرف معروف، خلف السدنويدات بما في ذلك سيدنا Sedna (  76 وحدة فلكية)، 2012 VP113 (80 وحدة فلكية)، وليلياكهونوا (65 وحدة فلكية).
(أنقر على الصورة  لكي ترى التفاصيل.) 

## الاكتشاف
وفقًا لعالمي الفلك مايك براون و كونستانتين باتيجين ، فإن اكتشاف 2013 SY99 يوفر دليلاً إضافيًا على وجود الكوكب التاسع ، لكن ميشيل بانيستر (انظر 10463 ) ، أحد علماء الفلك الذين أبلغوا عن اكتشاف هذا الجسم، ينكر ذلك بسبب اتجاه المدار. 
تم الإعلان عن وجوده في عام 2016، ولكن المشاهدات  ظلت سرية حتى عام 2017. تم إدراجه في مركز الكواكب الصغيرة وقاعدة بيانات الأجرام الصغيرة التابعة لمختبر الدفع النفاث في 6 أبريل 2017  مع قوس مراقبة لمدة ثلاث سنوات وفترة مدارية مركزية للشمس في عام 2017 تبلغ 17500 عام.  ومع ذلك، فإن الحلول المدارية الباريسنترية تمكن  عادة أكثر استقرارًا بالنسبة للأجرام  الموجودة في مدارات تستغرق العديد من آلاف السنين  ، والفترة الباريسنترية لـ 2013 SY99 هي 19700 عام.  
اعتبارًا من أبريل 2019 كانت مسافة الحضيض q= 50.029±0.056 وحدة فاكية والمحور شبه الرئيسي   ل 690±22  وحدة فلكية تجعل 2013 SY99 حدثًا محتملًا، وفقًا للتعريف الأكثر شيوعًا للمصطلح (q  أكبر من 50 وحدة فلكية و a أكبر من  150 وحدة فلكية ). تم إدراجه على أنه من نوع السدنويد sednoid من قبل البعض.  ومع ذلك، يُعتبر 2013 SY99 عادةً جسمًا متطرفًا عبر نبتون وليس سدنويد ، وذلك بسبب انحرافه الكبير الذي يجعل مداره الشمسي غير مستقر.   في الإطار المرجعي المركزي للشمس، يرتفع الحضيض حاليًا، والمدار الاسمي له مسافة حضيض أكبر من 50 وحدة فلكية فقط منذ أكتوبر 2018..
يعتبر الكويكب 2013 SY99 نحو 250 كيلومتر (160 ميل) في القطر ولونه يميل إلى الأحمر. سيكون في عام 2052 على بعد نحو 20 وحدة فلكية من نبتون . وسوف يصل الحضيض ( أي اقصر بعد له من الشمس) نحوعام 2055 عند ما يصبح على بعد 50 وحدة فلكية (7.5 مليار كيلومتر) من الشمس .
صورة المقدمة تبين الكوكب التاسع و أجرام ما وراء نبتون المتطرفة مع مداراتها ومواقعها الحالية. 

ملحوظة:
1. 1 2  Heliocentric solutions are unstable due to the changing position of Jupiter over Jupiter's 12 year orbit which perturbs the eccentricity of the two-body solution of the Sun+asteroid. Barycentric solutions are more stable for objects that take thousands of years to orbit the Sun. Between epoch 2017 and epoch 2029, the heliocentric orbital period varies from a low of 17400 years "PR= 6.364×106 (epoch 2017-Nov-16)" to a high of 26100 years "PR= 9.538×106 (epoch 2023-Nov-16)".

[[ملف: Planet_nine-etnos_now.png]]
[[File:Planet_nine-etnos_now-new2.png]]
File:Planet nine-etnos now-new3.png - Wikimedia Commons

## روابط خارجية
- مسح OSSOS بواسطة تلسكوب كندا-فرنسا-هاواي
- . على يوتيوب   (18 مارس 2016)؛ مناقشة اكتشاف uo3L91 في الساعة 28:13
- 2013 SY99 في قاعدة بيانات مختبر الدفع النفاث لأجرام النظام الشمسي الصغيرة

- الاكتشاف · مخطط المدار ·  العناصر المدارية · المعلمات المادية